# Fryderyk za najlepsze nowe wykonanie
Fryderyk za najlepsze nowe wykonanie – polska nagroda muzyczna Fryderyk, przyznawana corocznie w latach 2019–2021 i 2023–2024 w sekcji muzyki rozrywkowej w kategorii najlepsze nowe wykonanie. Honorowała wykonawców za utwór będący coverem lub nową interpretacją (tylko w 2019 honorowane były także albumy, a poza wykonawcami dodatkowo producenci muzyczni). Fryderyki są przyznawane od 1995 przez Związek Producentów Audio-Video (ZPAV) za osiągnięcia w rodzimym przemyśle muzycznym. Od 2000 za wyłanianie nominowanych, a następnie laureatów odpowiedzialna jest powołana przez ZPAV Akademia Fonograficzna.
Kategoria została wprowadzona podczas Fryderyków 2019 pod nazwą nowe wykonanie i wówczas honorowała utwory lub albumy złożone z nowych wykonań. W edycji 2020 zmieniła nazwę na najlepsze nowe wykonanie i zaczęła obejmować tylko utwory. Nie pojawiła się jednorazowo w edycji 2022. W edycji 2025 została wycofana.
Najwięcej nominacji w kategorii (po 3) otrzymali Błażej Król i Krzysztof Zalewski. Nikt nie wygrał w niej więcej niż raz.

## Laureaci i nominowani
| Rok  | Nagrodzony utwór lub album                 | Nagrodzeni artyści                             | Pozostałe nominacje | Źr.    |
| ---- | ------------------------------------------ | ---------------------------------------------- | --- | ------ |
| 2019 | Zalewski śpiewa Niemena                    | Krzysztof Zalewski - produkcja: Jerzy Zagórski | - Albo Inaczej 2 – Albo Inaczej - produkcja: Mariusz Obijalski - produkcja wykonawcza: Witek Michalak - Tulia – Tulia - produkcja: Marcin Kindla - „U Bronki wstawa” – Warszawskie Combo Taneczne - „Wszystko czego dziś chcę” – Brodka i A_GIM      | [ 7 ]  |
| 2020 | „Odprowadź” (piano version)                | Mela Koteluk i Hania Rani                      | - „1996” – Karaś/Rogucki - „Krakowski spleen” – Natalia Przybysz - „Projekt nieznajomy nie kłamie” – sanah - „Zazdrość” – Męskie Granie Orkiestra 2019 (Krzysztof Zalewski i Igo)                                                                    | [ 8 ]  |
| 2021 | „Byłaś serca biciem”                       | Król i Igor Nikiforow                          | - „Krakowski spleen” – Igor Herbut - „Korowód” – Voo Voo - „Płoną góry, płoną lasy” – Męskie Granie Orkiestra 2020 (Daria Zawiałow, Król i Igo) - „Oni zaraz przyjdą tu” – Paulina Przybysz i Rita Pax, gościnnie: Vito Bambino i Wojciech Waglewski | [ 9 ]  |
| 2023 | „Ostatnia prosta”                          | Albo Inaczej, gościnnie: Kaśka Sochacka        | - „Bo jesteś ty” – Urbański Orkiestra, Błażej Król i Natalia Szroeder - „Gdybyś kochał, hej!” – Rita Pax - „La Canzone del Ciuccio” – Tomasz Organek - „Nie, nie, nie” – Kwiat Jabłoni - „Ostatni raz zatańczysz ze mną” – Tribbs i Kubańczyk        | [ 10 ] |
| 2024 | „Nie stało się nic” (wersja MTV Unplugged) | Mrozu                                          | - „Jezioro szczęścia” – Brodka i Rosalie. - „Płonąca stodoła” – Krzysztof Zalewski - „Pocałunki (M. Pawlikowska-Jasnorzewska)” – sanah - „Zaopiekuj się mną” – Karaś/Rogucki                                                                         | [ 11 ] |

## Statystyki

### Osoby/zespoły z największą liczbą nominacji
| Liczba | Osoba/zespół       | Lata             |
| ------ | ------------------ | ---------------- |
| 3      | Błażej Król        | 2021 (×2), 2023  |
| 3      | Krzysztof Zalewski | 2019, 2020, 2024 |
| 2      | Albo Inaczej       | 2019, 2023       |
| 2      | Brodka             | 2019, 2024       |
| 2      | Igo                | 2020, 2021       |
| 2      | Karaś/Rogucki      | 2020, 2024       |
| 2      | Paulina Przybysz   | 2021, 2023       |
| 2      | Rita Pax           | 2021, 2023       |
| 2      | sanah              | 2020, 2024       |
| 2      | Wojciech Waglewski | 2021 (×2)        |